# サム・コステロウ
サム・コステロウ（Sam Costelow、2001年1月10日 - ）は、ウェールズのラグビーユニオン選手。ユナイテッド・ラグビー・チャンピオンシップのスカーレッツに所属している。

## 経歴
ウェールズのラントリサント出身。
Oakham Schoolで学び、オスプリーズのユースチームで活動。アカデミーリーグで2度優勝を果たす。U16、U18のウェールズ代表にも選ばれた。
2018年、イングランドプレミアシップのレスター・タイガースに加入。アンプティルRUFCにローン移籍し下位大会のRFUチャンピオンシップに出場した。
2019年9月21日、レスター・タイガースの先発メンバーでウスター・ウォリアーズ戦に出場し、イングランドプレミアシップでのデビューを果たす。
2020年、U20ウェールズ代表に選ばれ、U20シックス・ネイションズのイングランド戦ではマン・オブ・ザ・マッチに選ばれた。
2020年3月、ウェールズのスカーレッツに移籍。同年10月16日、ドラゴンズとの親善試合で初出場トライを決めた。11月8日、ゼブレ・パルマ戦で控えから出場し、スカーレッツ公式戦デビュー。
2022年秋シリーズのウェールズ代表に選出。2022年11月5日のニュージーランド代表戦の後半から出場し、代表初キャップを得る。